# Jurij Semeniuk
Jurij Hennadijowycz Semeniuk (ukr.  Юрій Геннадійович Семенюк, ur. 12 maja 1994 we Lwowie) – ukraiński siatkarz, grający na pozycji środkowego, reprezentant Ukrainy. 
Pochodzi z wioski Sołonka pod Lwowem. Zanim zaczął swoją karierę siatkarską pracował m.in. w Auchan oraz w sklepie sprzedawał kosiarki. Pod okiem polskiego trenera Jana Sucha w sezonie 2015/2016 w Barkom-Każany Lwów poprawił siatkarskie umiejętności.
Pod koniec grudnia 2024 został najlepszym siatkarzem Ukrainy w 2024 roku.

## Sukcesy klubowe
Superpuchar Ukrainy:
- 2016, 2018[7], 2020

Puchar Ukrainy:
- 2017, 2018, 2019[8], 2021

Liga ukraińska:
- 2018, 2019[9], 2021, 2022[10]
- 2017

Puchar Challenge:
- 2024[11]

Liga polska:
- 2024[12], 2025[13]

## Sukcesy reprezentacyjne
Liga Europejska:
- 2017[14], 2024[15]
- 2021, 2023

## Nagrody indywidualne
- 2018: MVP Superpucharu Ukrainy
- 2019: Najlepszy blokujący w finale Pucharu Ukrainy[8]
- 2019: Najlepszy środkowy w finale ukraińskiej Superlihy w sezonie 2018/2019[16]
- 2024: MVP finału Pucharu Challenge